# Novantinoe cribristernis
Novantinoe cribristernis är en skalbaggsart som först beskrevs av Bates 1885. Novantinoe cribristernis ingår i släktet Novantinoe och familjen långhorningar.
Artens utbredningsområde är:
- Nicaragua.
- Panama.

Inga underarter finns listade i Catalogue of Life.